# 陈穗九
陈穗九（1918年7月—2020年2月2日），男，浙江桐乡人，生于上海。中国职业教育家，政治人物。中华职业学校名誉校长。曾任中国民主促进会中央常委，上海市委副主委。

## 生平
1918年生于上海，原籍浙江桐乡。1930年毕业于浦东中学第一附属小学。1935年毕业于中华职业学校高级商科，后留校工作，任商科助理、商科副主任兼会计室主任。1938年入读沪江大学城中区商学院会计专修科。1939年兼任第四中华职业补习学校教员、教导主任、校长等职。期间加入中华职业教育社。
1952年9月，加入中国民主促进会。1953年5月，参加中国人民银行总行高级干部训练班，后调入中国民主促进会上海市分会工作，历任秘书处秘书、副主任，组织处主任、副秘书长等职。1961年起，历任民进上海市委委员、常务委员、副秘书长（1980年－1984年）、副主委（1984年－1992年）、顾问（1992年后）等职。文化大革命后，参与组织恢复工作。1985年任中华职业学校友会会长。1986年恢复中华职业学校，任校务委员会主任、名誉校长。1988年兼任中华职业教育社上海分社代主任，1989年担任主任。1991年兼任中华职业进修学院名誉院长。1993年任中华侨光职业学院总院顾问及附属中华珠宝学院名誉院长。
陈穗九是中国人民政治协商会议上海市委员会第五、六届委员（1978年－1988年），第七届常委兼副秘书长（1988年－1993年），提案委员会副主任（1992年－1993年）。中国民主促进会第七、八届中央委员会常务委员（1983年－1992年）。中华职业教育社第五届理事、第六届常务理事、第七届名誉理事。
2020年2月2日20时38分在上海华东医院逝世，享年101岁。

## 荣誉
- 庆祝中华人民共和国成立70周年纪念章[3]